# Мурзакасы
Мурзакасы́ (чув. Мăрсакасси) — деревня в Ядринском районе Чувашской Республики. Входит в состав Ядринского сельского поселения.

## География
Находится в западной части Чувашии, на расстоянии приблизительно 18 км на восток-северо-восток по прямой от районного центра города Ядрин.

## История
Известна с 1795 года как выселок деревни Янымова (ныне не существует), когда здесь было учтено 9 дворов. В 1858 году был учтен 171 житель, в 1897—257 жителей, в 1926 — 83 двора, 392 жителя, в 1939—371 житель, в 1979—290. В 2002 году было 70 дворов, в 2010 — 57 домохозяйств. В 1931 году был образован колхоз «1-е Мая», в 2010 действовало ООО «Новая жизнь».

## Население
Постоянное население составляло 185 человек (чуваши 99 %) в 2002 году, 138 в 2010.